# Anton Hocker
Anton Hocker (* 16. Oktober 1929 in Attnang-Puchheim; † 14. November 2020 in Gmunden) war ein österreichischer Orgelbauer.

## Leben
Anton Hocker begann gegen Ende des Zweiten Weltkrieges eine Lehre als Orgelbauer bei Wilhelm Zika in St. Florian bei Linz. Er wechselte bald zu Gebrüder Mauracher in Linz, wo Karl Jehmlich sein hauptsächlicher Lehrmeister wurde.
Die späteren Wanderjahre führten Hocker zu Orgelbau Kuhn in Männedorf und zur Orgelbau Genf AG sowie nach Barcelona. Danach wieder in Österreich fand er eine Anstellung bei Brüder Hopferwieser in Graz, wo er 1956 die Meisterprüfung ablegte. Nach Pensionierung der Brüder Hopferwieser begründete Hocker in Graz 1972 eine eigene Firma. Als weitgehender Einmannbetrieb führte er Reparaturen sowie Renovierungen und Umbauten aus. Er galt er als einer der meistbeschäftigten Orgelbauer Österreichs. 
In technischen Belangen blieb er der Tradition seines Lehrmeisters Mauracher verpflichtet und widmete sich besonders der Betreuung pneumatischer Werke. Infolge der Betonung der liturgischen Praxistauglichkeit und der Wünsche der Auftraggeber konnte er den gesteigerten Ansprüchen der Denkmalpflege nicht immer gerecht werden. 1994 übersiedelte er wieder in seine Heimatgemeinde. Seine Grazer Werkstätte behielt er noch einige Jahre lang bei und war bis kurz vor seinem Tod regelmäßig mit kleineren Projekten beschäftigt.

## Werkliste / Umbauten
| Jahr    | Ort           | Gebäude                      | Bild | Manuale | Register | Bemerkungen |
| ------- | ------------- | ---------------------------- | ---- | ------- | -------- | --- |
| 1966    | Blaindorf     | Kirche Blaindorf             |      | I/P     | 9        | Restaurierung der Orgel aus 1735 |
| 1976    | Pöllauberg    | Maria Pöllauberg             |      | II/P    | 18       | Umbauarbeiten der Orgel aus 1740 |
| 1980    | Graz          | Pfarrkirche St. Leonhard     |      | II/P    | 19       | Umbau der vorhandenen Orgel der Gebr. Hopferwieser. "Aufnordung" mancher Register.                                                      |
| 1983    | Graz          | Josefkirche                  |      | II/P    | 29       | Restauration und Umbau der vorhandenen Orgel von Matthäus Mauracher. Das originale Klangbild wurde dem neobarocken Zeitgeist angepasst. |
| 1987    | Heiligenbrunn | Pfarrkirche Heiligenbrunn    |      | I/P     | 8        | Restaurierung der Orgel aus 1879 von Anton Tauß                                                                                         |
| 1992    | Jabing        | Pfarrkirche Jabing           |      | I/P     | 8        | Restaurierung der Orgel aus 1885 |
| 1998    | Badersdorf    | Filialkirche Badersdorf      |      | I/P     | 8        | Restaurierung der Orgel aus 1807 |
| 2000/01 | Leoben        | Gustav-Adolf-Kirche (Leoben) |      | II/P    | 22       | |